# Cl 0024+17
Cl 0024+17 (znana również jako ZwCl 0024+1652) – gromada galaktyk w gwiazdozbiorze Ryb. W 2007 odkryto w niej strukturę o kształcie pierścienia uformowaną z ciemnej materii.

## Pierścień
Struktura ma średnicę około 2,6 mln lat świetlnych. Została odkryta przypadkowo podczas analizowania rozkładu ciemnej materii w gromadzie. Podejrzewa się, że pierścień uformował się na skutek zderzenia dwu gromad galaktyk, które nastąpiło 1-2 mld lat przed momentem emisji obserwowanego obecnie promieniowania.